# Multifasciculatum
Multifasciculatidae
Famille
Genre
Multifasciculatum, unique représentant de la famille des Multifasciculatidae, est un genre de Ciliés de la classe des Kinetofragminophora et de l’ordre des Suctorida.

## Étymologie
Le nom Multifasciculatum est composé du préfixe multi-, « plusieurs », et -fasciculatum, « faisceaux », en référence aux tentacules groupés en plusieurs faisceaux chez les espèces de ce genre.

## Description
Ces ciliés ont un corps à symétrie radiale ou bilatérale, ne possèdent pas de lorica, et présentent un pédoncule et une mince pellicule. Plusieurs fascicules de tentacules capitonnés sont situés sur les régions distales, basales et latérales du corps. La reproduction n'a pas été observée.
L'espèce type Multifasciculatum elegans a un corps de forme ovoïde, mesurant 50 à 90 μm de long et 20 à 50 μm de large. Le pédoncule strié est mince, incurvé et environ trois fois plus long que le corps. Elle porte des tentacules capités à peu près aussi longs que le corps et disposés en quatre groupes : deux groupes latéraux, chacun contenant quatre ou cinq tentacules ; un groupe proximal de quatre ou cinq ; et un groupe plus important à l'extrémité distale. La pellicule est mince et parfois légèrement ridée. Le noyau est de forme ovoïde situé dans la partie centrale du corps. Il y a une à trois vacuoles contractiles.
Selon Goodrich et Jahn (1943), la combinaison de caractères ci-dessus semble être unique ce qui justifie la description d'un nouveau genre. De plus, la disposition des fascicules de tentacules permet de distinguer ce genre de tous ceux des familles des Podophryidae et des Acinetidae, et tend également à produire une ressemblance superficielle avec le genre Discophrya (genre type des Discophryidae). Cependant, la pellicule épaisse et le pédoncule court et robuste qui caractérisent la famille des Discophryidae sont totalement absents chez Multifasciculatum.

## Habitat et répartition
Ce genre marin a été collecté pour la première fois accroché sur le plastron de la Tortue peinte de l'ouest (Chrysemys picta bellii) dans la région du lac Okoboji dans le nord-ouest de l'Iowa, aux États-Unis.

## Liste des espèces
Selon GBIF (3 novembre 2023) :
- Multifasciculatum elegans Goodrich & Jahn, 1943 espèce type
- Multifasciculatum elongatum

D'après l'Index to Organism Names (3 novembre 2023) :
- Multifasciculatum elegans Goodrich & Jahn, 1943
- Multifasciculatum elongata (Claparede & Lachmann, 1858)
- Multifasciculatum latus (Rieder, 1936)
- Multifasciculatum lemnarum (Mereschkowsky, 1878)
- Multifasciculatum minutus (Nozawa, 1938)

## Systématique
Le genre et son espèce type Multifasciculatum elegans ont été décrits en 1943 par les biologistes américains James P. Goodrich et Theodore Louis Jahn (d).
La famille monogénérique des Multifasciculatidae a été proposée en 1981 par le microbiologiste soviétique Anatoli Viktorovitch Jankowski (d). Le biologiste canadien Denis Heward Lynn (d) considère que Multifasciculatidae est synonyme de Discophryidae Collin, 1912, famille dans laquelle il classe le genre Multifasciculatum. L'IRMNG (3 novembre 2023) place ce genre dans les Acinetidae Stein, 1859 et The Taxonomicon (3 novembre 2023) dans les Tokophryidae Jankowski, in Small & Lynn, 1985.